# Hr. Ms. Kortenaer (1927)
Lo Hr. Ms. Kortenaer fu un cacciatorpediniere della Koninklijke Marine olandese, entrato in servizio nel settembre 1928 come parte della classe Admiralen.
Attivo durante la seconda guerra mondiale, il cacciatorpediniere prestò servizio sul fronte del Pacifico combattendo durante la campagna delle Indie orientali olandesi, per finire affondato il 27 febbraio 1942 dal tiro di unità navali giapponesi nel corso della battaglia del Mare di Giava.

## Storia

### Periodo interbellico

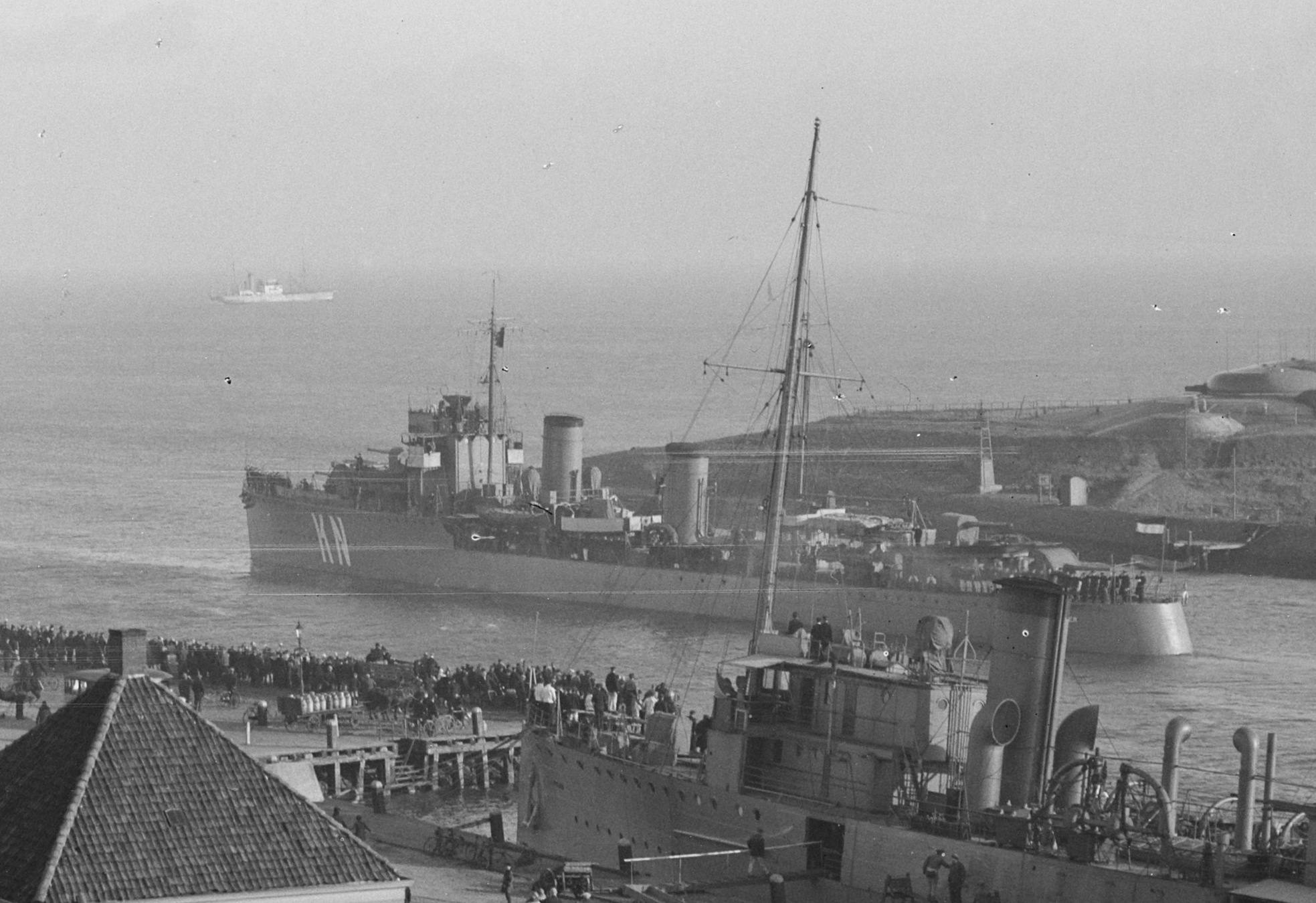
Il Kortenaer, contraddistinto dall'identificativo "KN" sulla fiancata, mentre lascia il porto di Den Helder in una foto degli anni 1930

Impostata nei cantieri della Burgerhout's Scheepswerf en Machinefabriek di Rotterdam il 24 agosto 1925, la nave venne varata il 28 aprile 1927 con il nome di Hr. Ms. Kortenaer in onore di Egbert Bartholomeusz Kortenaer, ammiraglio olandese del XVII secolo; la nave entrò poi ufficialmente in servizio il 3 settembre 1928.
Come le altre unità della sua classe, il Kortenaer trascorse buona parte della sua carriera operativa dislocato all'estero per proteggere i possedimenti coloniali dei Paesi Bassi. Nel giugno del 1929, dopo che irregolari venezuelani capitanati dal generale ribelle Rafael Simón Urbina avevano temporaneamente occupato Fort Amsterdam su Curaçao, rubando armi e munizioni per poi fuggire tenendo in ostaggio il locale governatore olandese, il Kortenaer e la corazzata costiera Hr. Ms. Hertog Hendrik furono dislocati nelle Antille olandesi per proteggere il possedimento da ulteriori incursioni, sbarcando anche contingenti del Korps Mariniers nelle principali isole dell'arcipelago.
Il cacciatorpediniere fu poi ridislocato nella colonia delle Indie orientali olandesi, e qui rimase anche dopo l'avvio dell'invasione tedesca dei Paesi Bassi nel maggio 1940, fatto che trascinò il paese nella seconda guerra mondiale.

### La seconda guerra mondiale
La situazione bellica nelle Indie olandesi rimase priva di eventi di rilievo fino al dicembre 1941 quando l'Impero giapponese dichiarò guerra a Stati Uniti d'America, Regno Unito e Paesi Bassi avviando contestualmente le prime mosse per invadere i possedimenti olandesi nel Sud-est asiatico. Assegnato alle forze navali del neo-costituito American-British-Dutch-Australian Command, il Kortenaer fu quindi assegnato alla scorta dei convogli di rifornimento nonché dei gruppi di incrociatori alleati.

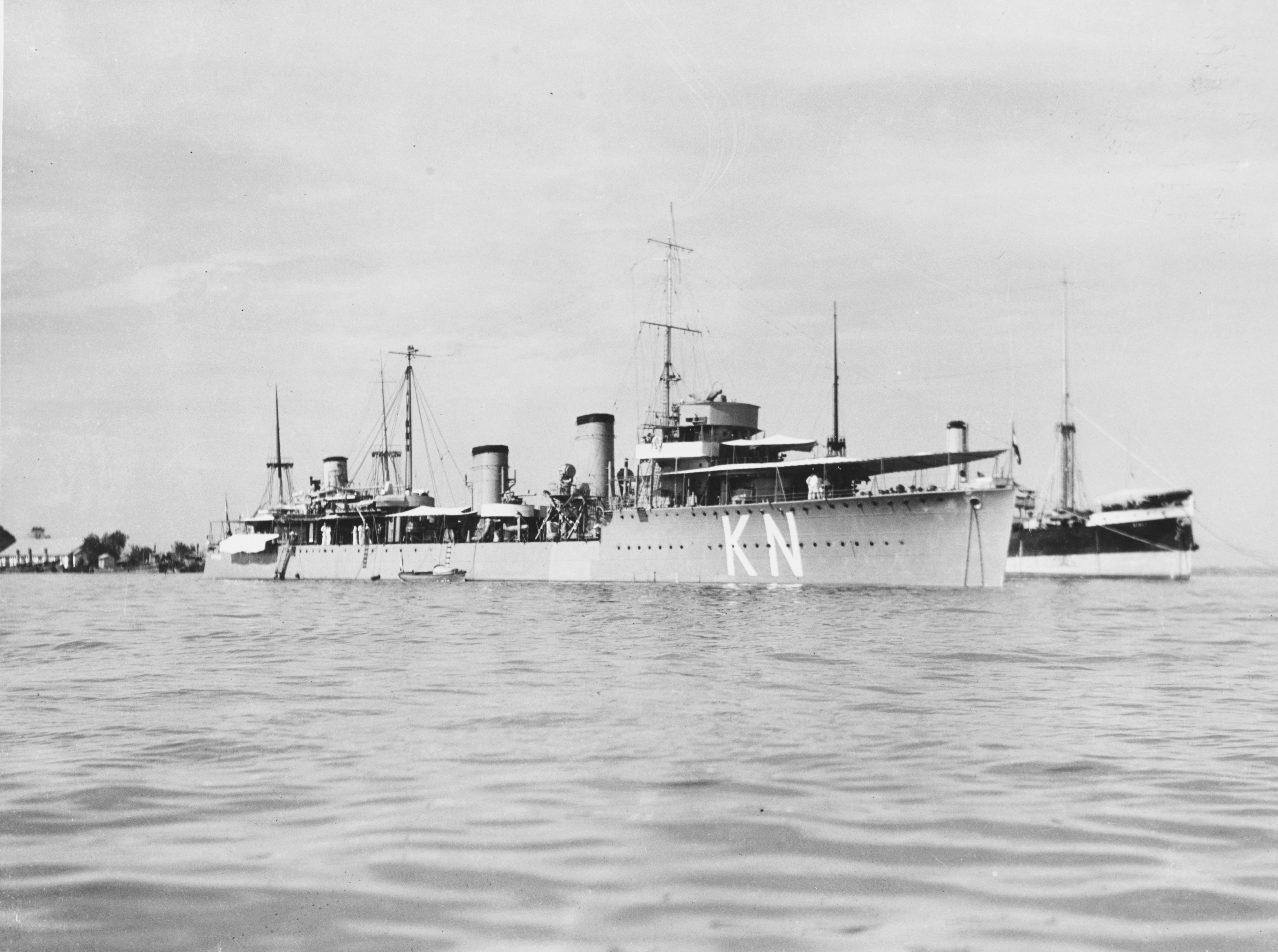
Il Kortenaer alla fonda nel porto di Batavia nel 1931

Nel pomeriggio del 14 febbraio 1942 il Kortenaer fece parte di una formazione alleata, forte di cinque incrociatori e dieci cacciatorpediniere, salpata da Oosthaven su Sumatra per compiere un'incursione mordi-e-fuggi nello Stretto di Gaspar, dove era stata segnalata la presenza di un convoglio giapponese contenente truppe d'invasione dirette a Palembang; senza aver incontrato navi nemiche, la formazione rientrò alla base nel pomeriggio del 15 febbraio dopo essere stata attaccata senza danni da formazioni di velivoli nipponici.
Dislocato a Tjiltjap su Giava, nel pomeriggio del 18 febbraio il Kortenaer salpò con le forze navali alleate dirette a contrastare l'avvenuto sbarco dei reparti nipponici sulla vicina isola di Bali; mentre usciva dal porto, tuttavia, il cacciatorpediniere perse momentaneamente il controllo del timone e finì con l'incagliarsi su un bassofondo: le operazioni per disincagliare lo scafo dovettero attendere l'alta marea della mattina successiva per essere portate a termine, e il Kortenaer dovette essere inviato a Surabaya per le riparazioni. Lasciato indietro dal resto della formazione, il cacciatorpediniere mancò quindi di partecipare alla successiva battaglia dello Stretto di Badung.
La sera del 26 febbraio 1942 le forze navali dell'ABDA Command, al comando del retroammiraglio olandese Karel Doorman, salparono da Surabaya e Batavia dopo l'avvenuto avvistamento della flotta di invasione giapponese diretta a Giava; nel corso del 27 febbraio le navi alleate si scontrarono quindi con i giapponesi nella battaglia del Mare di Giava, subendo una pesante disfatta. Il Kortenaer era stato aggregato alle forze di Doorman anche se non ancora del tutto messo a punto: una delle sue caldaie era fuori uso, e la velocità massima che la nave poteva toccare era di 25 nodi a fronte dei 34 nodi di progetto, condizionando i movimenti del resto della formazione alleata. Insieme al gemello Hr. Ms. Witte de With, il Kortenaer apriva la linea di fila delle unità alleate uscite da Surabaya, anche se nel pomeriggio del 27 febbraio i due cacciatorpediniere presero posizione sul fianco della linea degli incrociatori di Doorman; dopo l'avvistamento delle navi giapponesi alle 16:15, il Kortenaer partecipò quindi al cannoneggiamento a lunga distanza tra le opposte formazioni.
Intorno alle 17:00 le unità giapponesi iniziarono a serrare le distanze e lanciarono all'indirizzo delle navi nemiche una nutrita salva di siluri. Uno di questi siluri, probabilmente lanciato dall'incrociatore giapponese Haguro, colpì verso le 17:15 il Kortenaer; il cacciatorpediniere fu colpito a centro nave sul lato di dritta e si spezzò in due tronconi: la sezione di poppa affondò immediatamente nella posizione 06° 25' S, 112° 08' E mentre il troncone di prua rimase a galla ancora per cinque minuti prima di scomparire anch'esso sott'acqua. Cinque ore dopo l'affondamento, il cacciatorpediniere britannico HMS Encounter diresse sul luogo del disastro e trasse dall'acqua 113 naufraghi del Kortenaer tra cui il comandante,  luitenant ter zee 1ste klasse Antonie Kroese, portandoli in salvo a Surabaja; in totale, le vittime dell'affondamento furono indicate tra 56 e 60 membri dell'equipaggio.
Il relitto del Kortenaer fu individuato il 12 agosto 2004, completamente sottosopra a una profondità di 52 metri, da un gruppo di esploratori subacquei capitanati da Kevin Denlay, già autore dell'individuazione di molti altri relitti di unità affondate negli scontri del Mare di Giava. Benché marcato come tomba di guerra, il relitto fu negli anni seguenti oggetto di razzie illegali per il recupero del metallo di cui era composto; nel novembre 2016, secondo un resoconto del Ministero della difesa olandese, buona parte del relitto del Kortenaer era stata completamente rimossa dal fondale e illegalmente smantellata.